# Daniel Benkovský
Daniel Benkovský [danyjel benkouský] (* 11. září 1958 Voderady) je slovenský fotbalový trenér a bývalý prvoligový záložník.

## Hráčská kariéra
V československé lize hrál za Spartak Trnava, aniž by skóroval. Nastoupil v jediném prvoligovém utkání, které se hrálo v neděli 13. února 1977 v Trnavě a domácí v něm podlehli Baníku Ostrava 0:2. Ve druhé nejvyšší soutěži nastupoval za Slavoj Poľnohospodár Trebišov v sezoně 1981/82.

### Prvoligová bilance
| Ročník             | Zápasy | Góly | Minuty | Klub              |
| ------------------ | ------ | ---- | ------ | ----------------- |
| I. liga 1976/77    | 1      | 0    | 14     | TJ Spartak Trnava |
| CELKEM I. ČS. LIGA | 1      | 0    | 14     |                   |